# بزنس كورنر (مجلة)
مجلة بيزنس كورنر (بالإنجليزية:  Business Corner Magazine)‏ مجلة اقتصادية شهرية متخصصة، تعنى برصد الأخبار والتقارير والدراسات التحليلية للمشهد الاقتصادي العالمي بصفة عامة، والعربي بصفة خاصة تصدر شهرياً باللغتين العربية والإنكليزية في لبنان، أسسها الصحافي محمد عبد اللطيف حميد عام 2011 ويرأس تحريرها. توزّع مجلة «بيزنس كورنر» في العالم العربي ودول الخليج.

## وصلات خارجية
- الموقع الرسمي